# Chris Burden
Pour les articles homonymes, voir Burden.
Christopher Lee « Chris » Burden, né le 11 avril 1946 à Boston dans l'État du Massachusetts et mort le 10 mai 2015 à Topanga en Californie, est un artiste performeur américain, connu pour le caractère extrême de ses performances.

## Biographie
Chris Burden a étudié les arts visuels, la physique et l'architecture à l'université de Pomona et à l'université de Californie à Irvine, de 1969 à 1971. En 1978, il devient professeur à l'université de Californie à Los Angeles.
Il démissionne en 2004 à la suite d'une polémique relative aux allégations de l'université : l'exécution d'une performance, qui faisait écho à une des œuvres de Burden par un étudiant, aurait mis en danger plusieurs membres du corps enseignant, dont Burden (aucun de ceux qui étaient présents à l'évènement). La performance utilisait un pistolet chargé, ce que les autorités ne pouvaient pas justifier.
La réputation de Burden comme artiste de performance a commencé à se développer au début des années 1970, après une série de performances controversées dans lesquelles l'idée du danger personnel en tant qu'expression artistique était centrale. Il se fait connaître en 1971 avec son œuvre Five Day Locker Piece pour laquelle il s’enferme 5 jours dans un casier d’étudiant. Quelques mois plus tard il réalise sa performance la plus connue, Shoot, qui s'est déroulée à Santa Ana, en Californie en 1971, dans laquelle il demande à un complice de lui tirer dans le bras gauche à moins de cinq mètres de distance. À travers les années 1970, il s'illustre et fait parler de lui en mettant constamment son intégrité physique en danger lors de ses performances, parmi lesquelles : Deadman (1972), B.C. Mexico (1973), Fire Roll (1973), White Light/ White Heat (1975), TV Hijack (1978) et Honest Labor (1979).
À partir de 1975, il réalise moins de performances et commence une période où il crée des installations et des objets traitant de la science et de la politique. En 1975, il crée la B-Car, un véhicule léger à quatre roues, complètement opérationnel, qu'il décrit comme pouvant « voyager 100 milles par heure et réaliser 100 milles par gallon ». 

Un autre travail de cette époque est DIECIMILA (1977), un fac-similé d'un billet de banque italien de 10 000 lires. The Speed of Light Machine (1983) reconduit une expérience scientifique avec laquelle on « voit » la vitesse de la lumière. L'installation C.B.T.V. (1977), est une reconstruction de la toute première télévision.
En 2005, Burden, après une navigation en solitaire sur un yacht spécialement aménagé, a accosté à Newcastle le 28 juillet, un voyage de cinq jours et de 330 milles, depuis les Shetland. Le projet a coûté 150 000 livres sterling, et a reçu une contribution significative du Arts Council England ; il a été conçu et réalisé avec l'aide du département de technologie marine de l'université de Southampton. Il était commandé grâce à des ordinateurs et un système de GPS, toutefois le bateau était accompagné, « en cas d'urgence », par un bateau de soutien.
Il décède des suites d'un mélanome, le dimanche 10 mai 2015, chez lui à Topanga, en Californie, à 69 ans.